# Amerykański Czerwony Krzyż

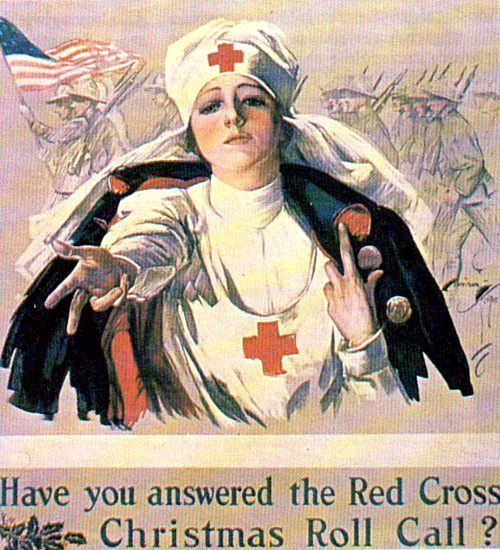
Plakat ARC z 1918 r.

Amerykański Czerwony Krzyż (ang. American Red Cross, skr. ARC) – organizacja zajmująca się niesieniem pomocy ofiarom kataklizmów, katastrof i wojen, a także podnoszeniem poziomu zdrowia społeczeństwa amerykańskiego. 
Powstała w 1881 roku z inicjatywy Clary Barton nosiła początkowo nazwę American Association of the Red Cross, ale w 1900 roku, gdy została uznana przez Kongres, zmieniła nazwę na American National Red Cross, w skrócie i obecnie w powszechnym użytku American Red Cross.
Amerykański Czerwony Krzyż z siedzibą w Waszyngtonie jest członkiem Międzynarodowego Czerwonego Krzyża z siedzibą w Genewie. Honorowym przewodniczącym jest aktualnie urzędujący prezydent USA, który wyznacza prezesa i siedmiu członków 50-osobowego zarządu organizacji utrzymującej się z dobrowolnych składek.
ARC liczy ponad 40 milionów członków działających w oparciu o ponad 3300 organizacji lokalnych w terenie.
W latach 1919–1920 delegatką Amerykańskiego Czerwonego Krzyża w Polsce była dr Violette Berger.